# Santa Lucia (Uzzano)
Santa Lucia is een plaats (frazione) in de Italiaanse gemeente Uzzano.